# Иоанн (Теодорович)

Иоа́нн (в миру Иван Фёдорович Теодоро́вич, укр. Іван Федорович Теодорович, англ. John Theodorovich; 26 сентября (6 октября) 1887, село Крупец, Дубенский уезд, Волынская губерния — 3 мая 1971, Филадельфия) — предстоятель, на тот момент неканонической, Украинской православной церкви в США.

## Биография
Родился 26 сентября (6 октября) 1887 года в селе Крупец около Радивилова Дубенского уезда Волынской губернии в семье потомственного священника.
Изначально его фамилия писалась «Хведорович» или «Федорович». Митрополит Василий Липковский в седьмом разделе своей «Истории Украинской Православной Церкви» везде последовательно назвал его «Федорович».
Окончил Клеванское духовное училище, учился в Волынской духовной семинарии, располагавшейся тогда в Житомире, из которой был отчислен в 1906 году за активное украинофильство.
До 1911 года с незаконченным образованием работал в начальных народных школах Лубенского и Острожского уездов. В 1912 году вновь был принят в Житомирскую духовную семинарию и окончил её 10 мая 1914 года.
12 октября 1914 года был рукоположён в сан диакона архиепископом Волынским Евлогием (Георгиевским). 10 мая 1915 года епископом Владимиро-Волынским Фадеем (Успенским) был рукоположён в сан иерея.
В августе 1915 года овдовел, после чего поехал в действующую армию, где стал работать в отделе «Красного Креста» Юго-Западного фронта. Здесь его застала Февральская революция.
Согласно биографии, основанной на его словах, «был первым из духовенства, выпустивший в армию на фронте воззвания для поддержки революции». Летом того же года священник Иоанн Федорович перешёл на службу в состав организаторов украинской администрации в разных городах Украины.
В 1918 году, в период Украинской державы гетмана Павла Скоропадского, Теодорович — военный священник Украинской Серожупанной дивизии.
В 1919 году — главный военный священник Юго-Западного фронта, позже — недолговечной Холмской группы войск Армии УНР. После её ликвидации Ивана Теодоровича направили в Чёрный Остров. Поработав немного в Главном штабе, он получил назначение в Киевскую дивизию Юрка Тютюнника. Больного тифом, его оставили в Виннице, которую вскоре заняла Белая армия.
Выздоровев, уехал к родным на Волынь. Пасхальные праздники 1920 года встретил как священник в селе Митинцы.
В начале 1921 года наладил связь с деятелями, которые стремились к автокефалии православной церкви на Украине. Получив поручение, взялся организовывать украинские приходы на Подолье и Волыни.
В сентябре 1921 года в Староконстантинове его арестовали. Многочисленные письма в его защиту помогли священнику освободиться.
Был активным участником состоявшегося с 14 по 30 октября 1921 года самочинного Всеукраинского Православного Церковного Собора в Софийском соборе в Киеве. Выступил с рядом докладов на Соборе. 131 голосом был избран кандидатом в епископы. 24 октября 1921 года данный собор избрал его «епископом Винницким и Подольским». Поставление состоялось 26 октября того же года.
В период служения Иоанна Теодоровича в Виннице к УАПЦ присоединились 5 из 6 городских храмов. В ведении канонической Церкви остался кафедральный собор. Кафедрой Теодоровича стал винницкий Казанский собор. Совершал «миссионерские поездки» по сельским районам, проводил диспуты с православными клириками, в ходе которых убеждал слушателей в том, что советская власть поддерживает УАПЦ. После диспутов нередко происходили захваты храмов автокефалистами при поддержке местных властей. В начале 1922 года, после визита Теодоровича в Каменец-Подольский и его встреч с представителями Подольского губисполкома, к УАПЦ примкнули профессора Каменецкого университета Иосиф Оксиюк, С. Гаевский, Васильковский, а также протоиерей Евфимий Сецинский и др. В украинизации приходов в селах Винницкого уезда Пятничаны, Павловка, Мизяковские Хутора и дрругих участвовали сельские исполкомы, комитеты бедноты и другие советские структуры.
В октябре-ноябре 1922 года в Виннице написал работу «Благодатність єрархії У. А. П. Ц.», где доказывал каноничность последней. Основное содержание работы составляют богословские рассуждения относительно возникновения епископата в ранней христианской Церкви, обзор свидетельств Апостолов, отцов Церкви и более поздних богословов относительно рукоположения первых епископов и образования определённой церковной традиции.
На протяжении 1921—1923 годов организовал приходы УАПЦ в Подолии, на Волыни и Херсонщине.
В 1923 году часть украинских приходов США обратились за окормлением к самопровозглашённой Украинской Автокефальной Православной Церкви на Украине. В конце года Иоанн Теодорович был направлен в Америку руководить Липковской Украинской епархией в США и Канаде. В конце декабря выехал на новое место работы, прибыл в Америку 13 февраля 1924 года и первую архиерейскую Литургию отправил в украинском храме св. Вознесения в Нью-Йорке.
Собор Украинской православной Церкви в Нью-Йорке 11-12 июня 1924 года, избрал Архиепископа Иоанна Первоиерархом Церкви. Впоследствии и Собор Украинской Греко-Православной Церкви в Канаде, который состоялся в Йорктоне 16-17 июля 1924 года, избрал Иоанна «архипастырем и духовным опекуном».
В 1924 году становится архиепископом Виннипегским. Проживал в городе Филадельфия, США.
По прибытии в Канаду в своем письме от 7 марта 1924, где он благодарил Консистории Украинськой Греко-Православной Церкви в Канаде за поздравления его с годовщиной приезда в Америку, он подписался «Архиєпископ Іоанн Хведорович». Только в сентябрьском номере Виннипегского «Православного вестника» за 1924 год он впервые подписался «Архиєпископ Іоанн Теодорович».
С 1928 года сотрудничал в журнале «Днепр» (печатном органе УПЦ в США).
В 1930-е — 1940-е годы Иоанн Теодорович активно выступал за объединение всех украинских православных приходов США и Канады вокруг УАПЦ.
Несмотря на все противоречия, вызванные вопросом о законности рукоположения епископа Иоанна, его юрисдикция стала крупнейшей среди украиноязычных православных граждан: в США и Канаде ему подчинялось около 300 приходов (которые обслуживали 60 священников), 20 приходов находилось в Бразилии. При этом канадская часть церкви сохранила определённую автономию из-за самостоятельной регистрации.
25-26 августа 1947 года в городе Ашафенбург состоялся съезд, который созвали сторонники возродившейся в 1942 году УАПЦ, эмигрировавшие с Украины в связи с наступлением Красной армии; делегаты съезда (7 священников и 60 мирян) объявили всех епископов УАПЦ отступниками и призвали перейти в юрисдикцию Иоанна Теодоровича; так была создана «Украинская Автокефальная Православная Церковь (Соборноправная)». Иоанн Теодорович отказался иметь дело с «соборноправной» юрисдикцией.
27 августа 1949 года в Нью-Йорке Иоанн Теодорович был повторно хиротонисан во епископы. Хиротонию совершили экзарх Александрийского Патриархата в США, митрополит Христофор (Кондогиоргис) и епископ Мстислав (Скрыпник).
После этого в крупнейшую украинскую юрисдикцию перешла и большая часть приходов, находившихся в юрисдикции епископа Константинопольского патриарха Богдана (Шпильки).
16 октября 1950 в Нью-Йорке церковная группа, которую возглавлял епископ Иоанн, объединилась с группой архиепископа Мстислава (Скрипника). Новая организация получила название: «Украинская Православная митрополия в Северной Америке».
НКВД—КГБ вело «оперативное наблюдение» за епископом УАПЦ Иоанном Теодоровичем, ибо по их мнению, он имел вредную для них «цель объединить украинских эмигрантов в борьбе за независимость Украины».
Скончался Иоанн Теодорович в 7:30 утра 3 мая 1971 года в Больнице города Филадельфия после недолгой болезни. Похоронен на Украинском православном кладбище в Саут-Баунд-Бруке, штат Нью-Джерси.